# 2. liga (Eslovaquia)
La Primera Liga de Eslovaquia (en eslovaco: I. slovenská futbalová liga mužov) o 2. liga es la segunda división del fútbol en Eslovaquia. Actualmente, hay doce equipos en la competición.

## Historia
La liga se formó como una liga de segundo nivel en Checoslovaquia. Antes de la disolución de Checoslovaquia, contaba con 16 equipos; tras la disolución, seis equipos fueron ascendidos a la entonces recién creada Superliga eslovaca. La liga se amplió a 18 equipos en la temporada 1996-97, pero de nuevo fue reducida a 16 equipos en la temporada 2001-02 y a 12 en la temporada 2006-07.

## Equipos
La liga 2024-25 está compuesta de los siguientes equipos:
| Club                         | Ciudad            | Estadio                         | Capacidad |
| ---------------------------- | ----------------- | ------------------------------- | --------- |
| FK Humenné                   | Humenné           | Štadión Humenné                 | 1,806     |
| MFK Tatran Liptovský Mikuláš | Liptovský Mikuláš | Štadión Liptovský Mikuláš       | 1,950     |
| FC Petržalka                 | Bratislava        | Štadión FC Petržalka            | 1,698     |
| FK Pohronie                  | Žiar nad Hronom   | Mestský štadión Žiar nad Hronom | 2,309     |
| MŠK Považská Bystrica        | Považská Bystrica | Štadión MŠK Považská Bystrica   | 1,400     |
| MŠK Púchov                   | Púchov            | Mestský štadión Púchov          | 6,080     |
| OFK Malženice                | Malženice         | Štadión OFK Dynamo              | 500       |
| Redfox FC Stará Ľubovňa      | Stará Ľubovňa     | Štadión Stará Ľubovňa           | 2,500     |
| FC ŠTK 1914 Šamorín          | Šamorín           | Štadión Pomlé                   | 1,950     |
| Slovan Bratislava Reservas   | Bratislava        | Štadión Pasienky                | 11,591    |
| Spartak Myjava               | Myjava            | Štadión Myjava                  | 2,709     |
| FK Slavoj Trebišov           | Trebišov          | Mestský štadión Trebišov        | 3,000     |
| 1. FC Tatran Prešov          | Prešov            | Štadión Tatranu                 | 6,500     |
| FC ViOn Zlaté Moravce        | Zlaté Moravce     | ViOn Aréna                      | 4,006     |
| MŠK Žilina B                 | Žilina            | Štadión pod Dubňom              | 11,253    |
| MFK Zvolen                   | Zvolen            | MFK Lokomotíva Zvolen Stadium   | 1,870     |

## Palmarés
| Temporada | Campeón                        | Subcampeón                         | Tercero                      |
| --------- | ------------------------------ | ---------------------------------- | ---------------------------- |
| 1993-94   | BSC JAS Bardejov               | Slovan Levice                      | FK Slavoj Trebišov           |
| 1994-95   | FC Nitra                       | Slovan Levice                      | FC Artmedia Petržalka        |
| 1995-96   | FC Artmedia Petržalka          | MŠK Žilina                         | FC Tauris Rimavská Sobota    |
| 1996-97   | MŠK SCP Ružomberok             | FK Ozeta Dukla Trenčín             | FC Tatran Devín              |
| 1997-98   | FC Nitra                       | FK ZŤS Kerametal Dubnica nad Váhom | FK Matador Púchov            |
| 1998-99   | FK DAC 1904 Dunajská Streda    | FK VTJ Koba Senec                  | FC Tatran ŠKP Devín          |
| 1999-00   | ŠK Matador Púchov              | FK NCHZ-DAK Nováky                 | FK Železiarne Podbrezová     |
| 2000-01   | FC Kerametal Dubnica nad Váhom | FC Nitra                           | FK Železiarne Podbrezová     |
| 2001–02   | FC Spartak Trnava              | FC Steel Trans Ličartovce          | MŠK Rimavská Sobota          |
| 2002–03   | FK Dukla Banská Bystrica       | FC Steel Trans Ličartovce          | FC Koba Senec                |
| 2003–04   | MŠK Rimavská Sobota            | FC Steel Trans Ličartovce          | 1. FC Tatran Prešov          |
| 2004–05   | FC Nitra                       | FC Steel Trans Ličartovce          | ŠK Slovan Bratislava         |
| 2005–06   | MFK Košice                     | ŠK Slovan Bratislava               | FC Senec                     |
| 2006–07   | FC ViOn Zlaté Moravce          | ŠK Eldus Močenok                   | MŠK Rimavská Sobota          |
| 2007–08   | 1. FC Tatran Prešov            | ŽP Šport Podbrezová                | FK Inter Bratislava          |
| 2008–09   | FK Inter Bratislava            | AS Trenčín                         | ŽP Šport Podbrezová          |
| 2009–10   | FC ViOn Zlaté Moravce          | AS Trenčín                         | FK Púchov                    |
| 2010–11   | AS Trenčín                     | MŠK Rimavská Sobota                | FC Petržalka 1898            |
| 2011–12   | Spartak Myjava                 | ŽP Šport Podbrezová                | MFK Dolný Kubín              |
| 2012–13   | FK DAC 1904 Dunajská Streda    | ŽP Šport Podbrezová                | ŠK SFM Senec                 |
| 2013–14   | ŽP Šport Podbrezová            | MFK Zemplín Michalovce             | Partizán Bardejov            |
| 2014–15   | MFK Zemplín Michalovce         | MFK Skalica                        | 1. FC Tatran Prešov          |
| 2015–16   | 1. FC Tatran Prešov            | FC VSS Košice                      | MFK Tatran Liptovský Mikuláš |
| 2016–17   | FC VSS Košice1                 | FC Nitra                           | MFK Skalica                  |
| 2017–18   | ŠKF Sereď                      | MFK Skalica                        | FK Poprad                    |
| 2018–19   | FK Pohronie                    | FK Poprad                          | MFK Skalica                  |
| 2019/20   | FK Dubnica nad Váhom           | MFK Dukla Banská Bystrica          | MFK Skalica                  |
| 2020/21   | MFK Tatran Liptovský Mikuláš   | MFK Dukla Banská Bystrica          | MFK Skalica                  |
| 2021/22   | FK Železiarne Podbrezová       | MFK Dukla Banská Bystrica          | MFK Skalica                  |
| 2022/23   | FC Košice                      | FC Tatran Prešov                   | KFC Komárno                  |
| 2023/24   | KFC Komárno                    | FC Petržalka                       | FC Tatran Prešov             |

- En negrita significa que ganaron la promoción.
- (1) FC VSS Košice no cumplió con las reglas de licencia del club y entraron en bancarrota.